# Joseph von Auffenberg (Offizier)
Freiherr Joseph von Auffenberg (* 1816 in Dobrczan (siehe Dobřany) in Böhmen; † unbekannt) war ein österreichischer Offizier.

## Leben
Joseph von Auffenberg wurde an der Wiener Neustädter Militärakademie (siehe Theresianische Militärakademie) ausgebildet und trat als Fähnrich in das Infanterieregiment Leiningen Nr. 31 (siehe August Georg zu Leiningen-Westerburg-Neuleiningen) ein.
1840 (anderes Datum 1846) wurde im Regiment ein Komplott mehrerer Offiziere aufgedeckt, die sich der polnischen Bewegungspartei angeschlossen hatten, die im Jahre 1846 eine Erhebung in Galizien (siehe Galizischer Bauernaufstand 1846) versucht hatten. An diesem Komplott war auch sein älterer Bruder Norbert von Auffenberg (1813–1849) beteiligt; bei den weiteren Ermittlungen wurde bekannt, dass Joseph von Auffenberg Kenntnis von der Verschwörung, dieses jedoch verschwiegen hatte. Dies führte zu seiner Verhaftung, und, nach Beendigung der Untersuchungen, wurde er zum Tod verurteilt; die Todesstrafe wurde jedoch wegen mildernder Umstände in eine dreijährige Festungshaft in der Festung Josephstadt (siehe Josefov (Jaroměř)) umgewandelt.
1848 wurde er durch Kaiser Ferdinand I. begnadigt und konnte die Festung verlassen. Hierauf bat er darum, erneut in die Armee eintreten zu dürfen, und wurde Gemeiner beim 3. Steirischen Schützenbataillon. Kurz darauf wurde er zum Oberjäger befördert und nahm im 3. Armeekorps 1849 am Feldzug gegen die Truppen des Königreiches von Sardinien-Piemont teil. Am 23. März 1849 zeichnete er sich während der Schlacht bei Novara besonders aus, wurde hierbei jedoch am Fuß verwundet. Nach einer kurzen Versorgung der Wunde, kehrte er zu seiner Truppe zurück und nahm am Marsch gegen Brescia teil, in dem es zu einem Volksaufstand gekommen war. Erst in Brescia ließ er die Wunde richtig versorgen.
In Brescia wurde er zum Leutnant im Infanterieregiment Dom Miguel Nr. 39 befördert und kam später zur Generaladjutantur der 1. Armee nach Wien und wurde dort bei Beginn der Truppenmärsche gegen Preußen 1850 (siehe Herbstkrise 1850) zum Oberleutnant befördert und zum Stabsquartiermeister für das Hauptquartier des Armeeoberkommandos ernannt. Nach dem Rückmarsch kam er als Stabsquartiermeister in das Hauptquartier der 2. Armee nach Verona.

## Ehrungen und Auszeichnungen
Joseph von Auffenberg erhielt von Feldmarschall Josef Wenzel Radetzky von Radetz die silberne Tapferkeitsmedaille (siehe Ehren-Denkmünze für Tapferkeit (Österreich)) sowie das preußische silberne Ehrenzeichen (siehe Allgemeines Ehrenzeichen (Preußen)).